# Rehbinder (Adelsgeschlecht)

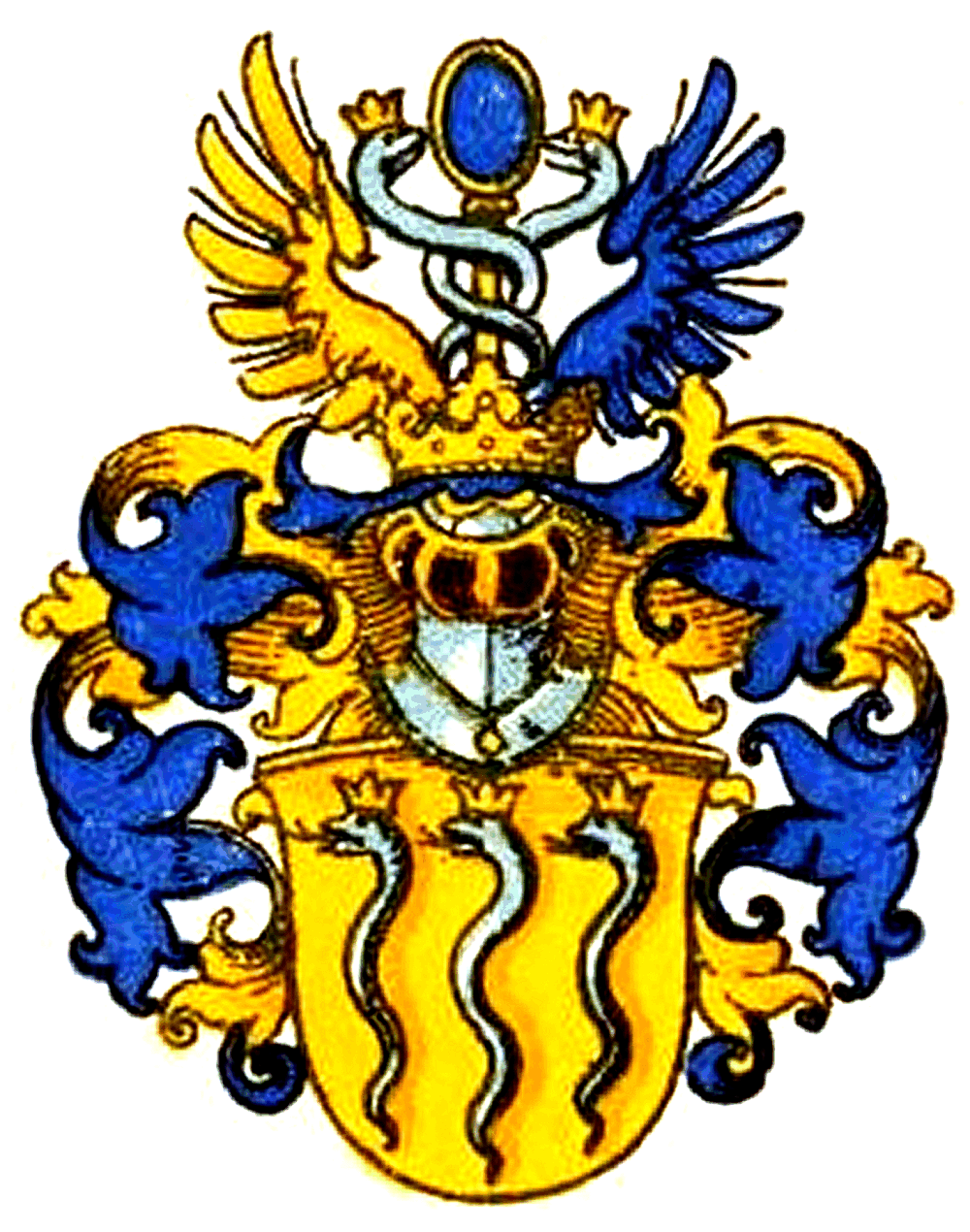
Stammwappen derer von Rehbinder

Rehbinder ist der Name eines livländischen Adelsgeschlechts, das auch in Schweden, Russland und Finnland zu einigem Ansehen gelangte. Zweige der Familie bestehen gegenwärtig fort.

## Geschichte
Das Geschlecht wurde urkundlich zuerst mit Joannes Rehbinder genannt, als dieser am 19. Februar 1456 vom Deutschen Orden mit dem Dorf Rusche bei Rositten belehnt wurde. Berndt Rebynnder wurde diese Belehnung am 7. Juli 1519 in Wenden bestätigt. Gottschalck Rehbinder wurde am 17. Oktober in die erste Klasse der kurländischen Ritterbank aufgenommen.
Die estländischen Häuser des Geschlechts wurden 1746 bei der estländischen Ritterschaft immatrikuliert, dergleichen für die livländischen Häuser bei der livländischen Ritterschaft 1747.
Aus der Linie Kurrisaar wurde 1832 der kaiserlich russische Stabskapitän a. D. Alexander von Rehbinder, Erbherr auf Sherebzy in das Adelsgeschlechtsbuch des Gouvernements Witebsk eingetragen.

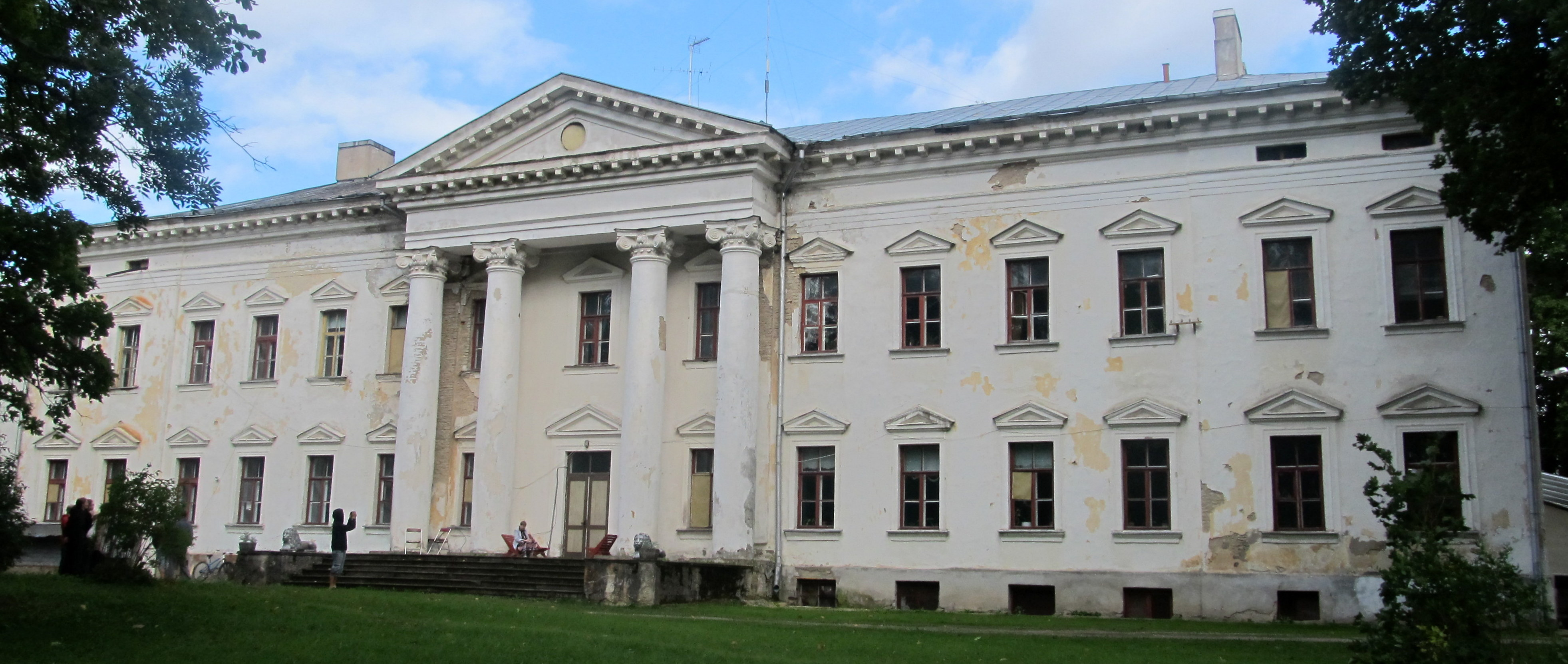
Herrenhaus Uddrich in Udriku

Aus der Linie Uddrich erhielt der königlich schwedische Oberst Heinrich Rehbinder (1604–1680) bereits am 11. August 1668 die schwedische Adelsnaturalisation und Introduzierung bei der Adelsklasse der schwedischen Ritterschaft (Nr. 713). Am 12. Februar wurde er im Rang eines Generalmajors der Kavallerie und Gouverneur von Finnland verbunden mit einer Wappenbesserung in den schwedischen Freiherrnstand gehoben und bei der Freiherrnklasse der schwedischen Ritterschaft introduziert (Nr. 77).
Der nachmalige kaiserlich russische Staatsrat Freiherr Otto Reinhold Rehbinder, sowie die Brüder Freiherr Carl Gustav Rehbinder, königlich schwedischer Kapitän a. D. und Freiherr Bernt Otto Rehbinder, königlich schwedischer Oberstleutnant a. D. und Erbherr auf Kallis, sämtlich aus dem Ast Frössåker der Linie Uddrich, wurden am 17. September 1819 bei der Freiherrnklasse der finnischen Ritterschaft immatrikuliert.
Freiherr Otto Magnus von Rehbinder (1727–1792), Erbherr auf Uddrich, estländisch herzoglich sächsisch-weimarscher Kammerherr wurde vom Kaiser am 22. Juli 1787 in Wien mit der Anrede „Wohlgeboren“, verbunden mit einer Wappenbesserung in den Reichsgrafenstand gehoben. Seiner Deszendenz wurde der Grafenstand in Russland am 4. Juni 1840 anerkannt.
Ebenfalls aus der Linie Uddrich, jedoch dem finnländischen Ast Wiljakkala, wurde Freiherr Berndt Otto Rehbinder, königlich schwedischer Major sowie Erbherr auf Waimel und Nüggen im Kreis Dorpat, Kreisrichter des Kreises Werro, 1786 in das Adelsgeschlechtsbuch des Gouvernements Livland eingetragen. Seine Witwe nebst Kindern, wurde zudem im April 1798 bei der livländischen Ritterschaft immatrikuliert. Freiherr Reinhold Johann Rehbinder, vormaliger Erbherr auf Wirksberg und königlich schwedischer Sekond-Major a. D. wurde am 17. September 1818 bei der Freiherrnklasse der finnländischen Ritterschaft immatrikuliert (Nr. 3). Sein Sohn, Freiherr Robert Henrik Rehbinder (1777–1841), Erbherr auf Wirksberg und kaiserlich russischer Geheimrat, erfuhr am 3. September 1826 in Moskau die Hebung in den finnländischen Grafenstand.

## Wappen
- Das Stammwappen zeigt in Gold drei gekrönte blaue Schlangen (gelegentlich als Dreien interpretiert) pfahlweise nebeneinander. Auf dem Helm mit blau-goldenen Decken ein aufgerichteter goldbegriffter und -gerahmter ovaler blauer Handspiegel, um den sich zwei gekrönte blaue Schlangen winden, zwischen einem offenen rechts goldenen und links blauen Flug.
- 1680 wurde dem Geschlecht ein stark gemehrtes freiherrliches Wappen verliehen. 1787 erfolgte durch Kaiser Joseph II. die Verleihung eines gräflichen, noch einmal stark gemehrten Wappens an Otto-Magnus Rehbinder (siehe Abbildung).

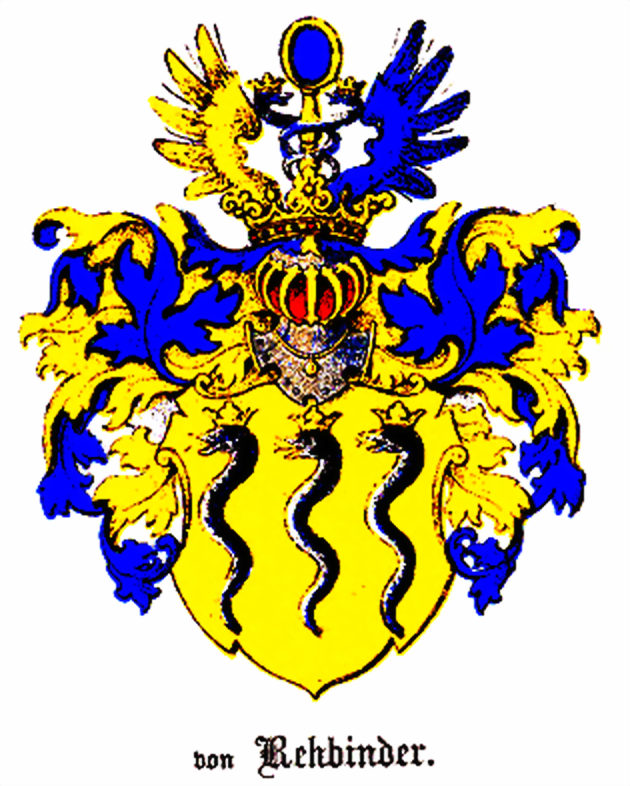
Stammwappen derer von Rehbinder in Klingspors Baltischem Wappenbuch (1882)
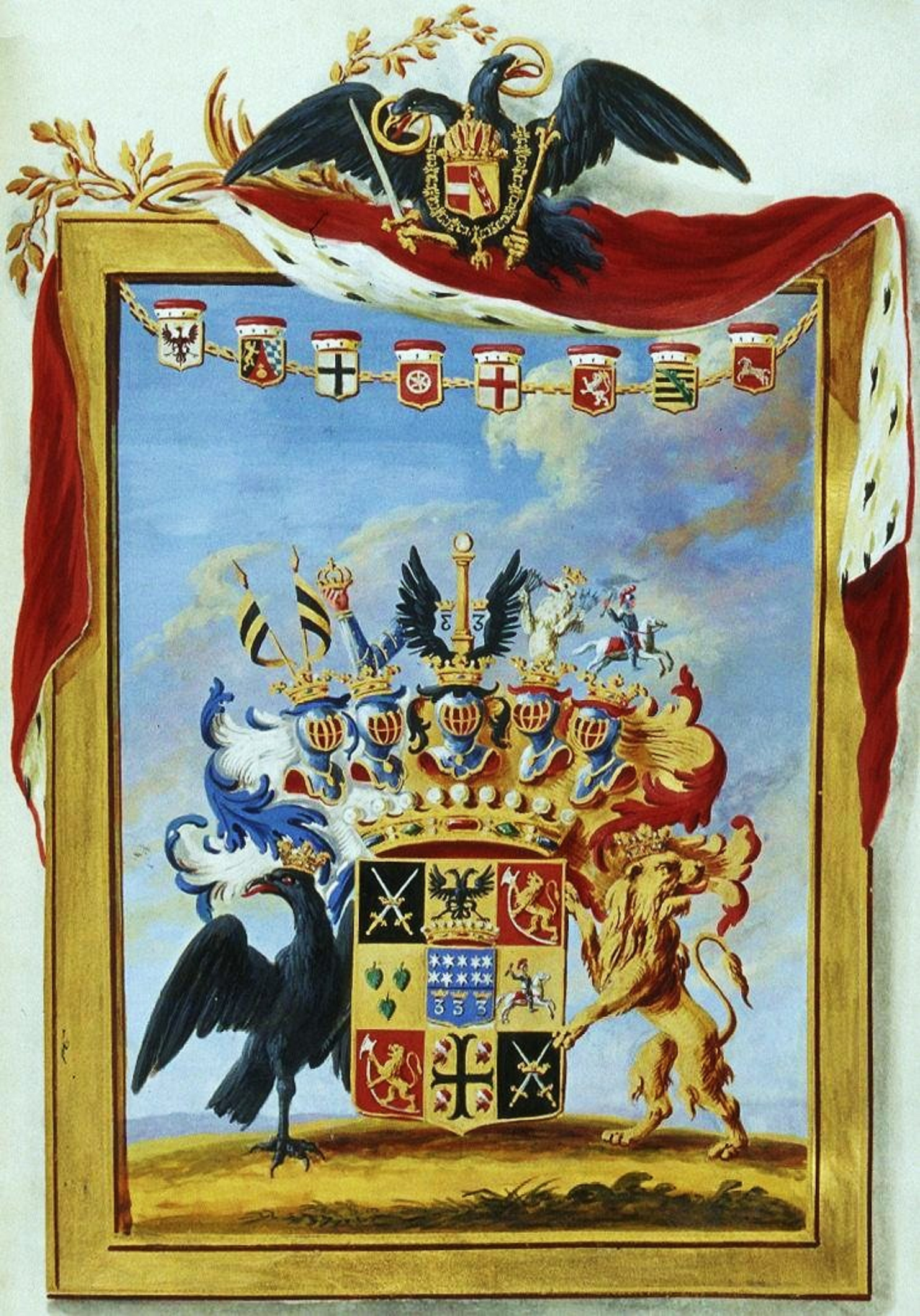
Wappen im Grafendiplom (1787)

## Angehörige

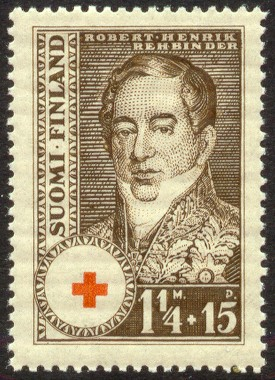
Robert Henrik Rehbinder auf finnischer Sonderbriefmarke (1936)

- Heinrich von Rehbinder (1604–1680), schwedischer Generalmajor der Kavallerie und Gouverneur von Finnland
- Reinhold Rehbinder († 1709) schwedischer Generalleutnant
- Otto von Rehbinder (1640–1710), estländischer Ritterschaftshauptmann und Landrat
- Otto Bernhardt von Rehbinder (1662–1742), sardischer Feldmarschall[4]
- Otto Heinrich von Rehbinder (1685–1753), estländischer Ritterschaftshauptmann und Landrat
- Otto Magnus von Rehbinder (1727–1792), kaiserlicher Generalfeldmarschall
- Arent Wilhelm von Rehbinder (1730–1800), russischer Stallmeister, Generalleutnant, Wirklicher Geheimer Staatsrat und Adelsmarschall des Kreises Jamburg
- Reinhold Johann von Rehbinder (1732–1792), russischer Generalleutnant und Generalgouverneur der Gouvernements Nischni Nowgorod und Penza
- Hans Wilhelm von Rehbinder (1759–1803), russischer Generalleutnant, Kriegsgouverneur von Riga und Reval, Regimentschef des Revaler Garnisons-Regiments „Rehbinder“
- Boris von Rehbinder (1776–1848), russischer Generalmajor und Kommandant von Astrachan
- Robert von Rehbinder (1777–1841), schwedischer Politiker
- Alexei Maximowitsch Rehbinder (1795–1869), russischer Generalleutnant und Unternehmer
- Otto Carl Rehbinder (1797–1873), russischer Oberst und Gouverneur der finnischen Provinz Häme
- Nicolai von Rehbinder (1823–1876), deutscher Schriftsteller
- Alexander von Rehbinder (1826–1913), russischer General
- Reinhold Fabian von Rehbinder (1831–1905), estländischer Ritterschaftshauptmann und Landrat
- Alexander von Rehbinder (1838–1909), russischer General der Kavallerie, Kommandant des 13. Armeekorps
- Lilla von Rehbinder (1847–1918), Pädagogin
- Nicolai von Rehbinder (1863–1918), russischer Kämmerer, Stallmeister und Staatsrat
- Arno von Rehbinder (1879–1957), deutscher Jurist
- Peter von Rehbinder (1898–1972), sowjetischer Wissenschaftler

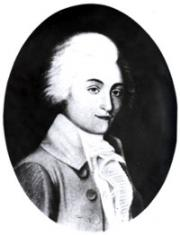
Karl Friedrich von Rehbinder (1764–1841), Gründer der Brauerei Saku
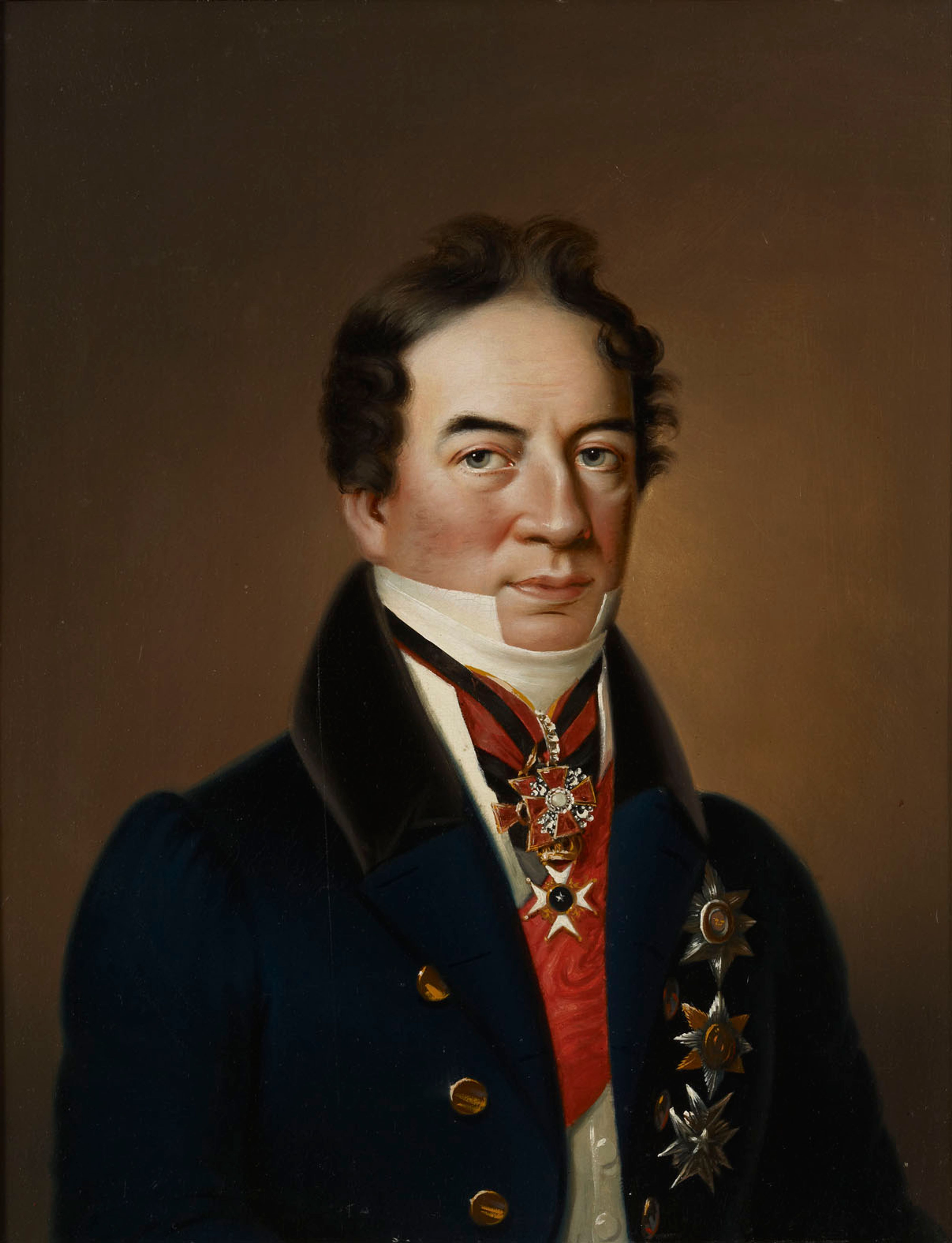
Robert Henrik Rehbinder (1777–1841), Porträt von Johan Erik Lindh
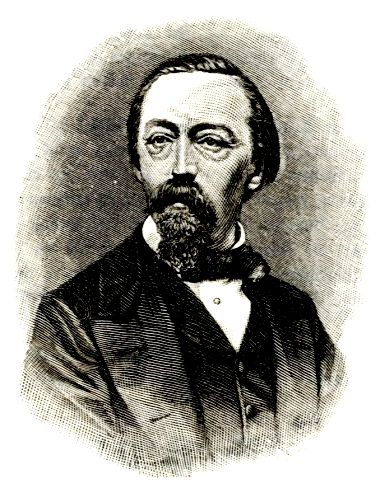
Nicolai Rehbinder (1823–1876)
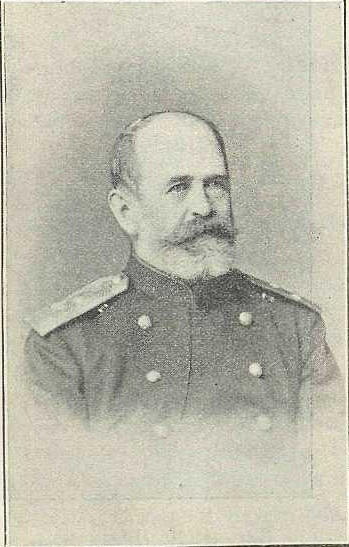
Alexander Alexejewitsch Rehbinder (1826–1913)
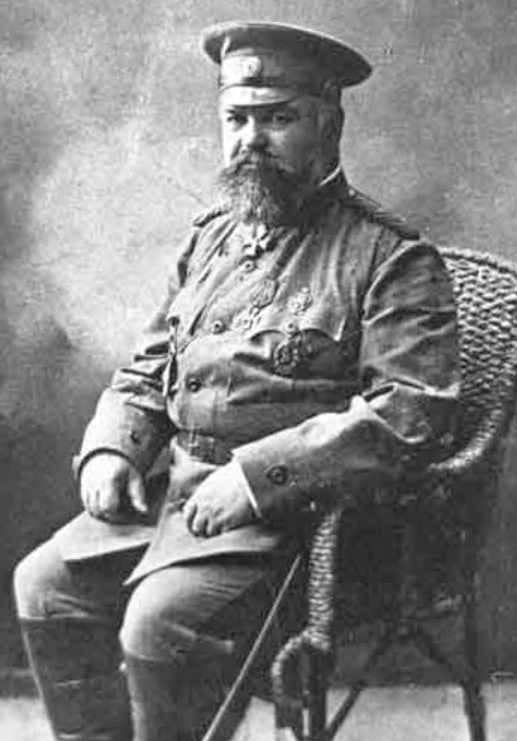
Alexei Maximowitsch Rehbinder (1795–1869)
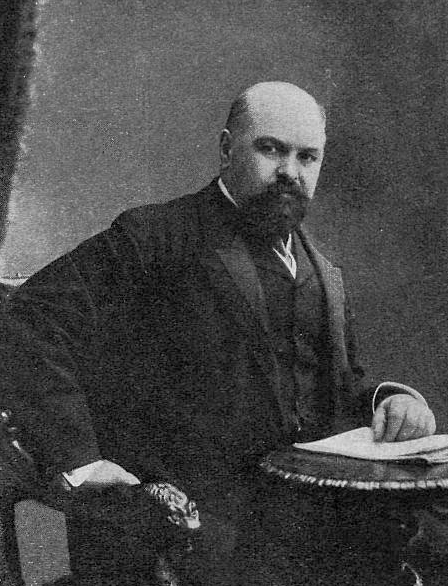
Nicolai von Rehbinder (1863–1918)
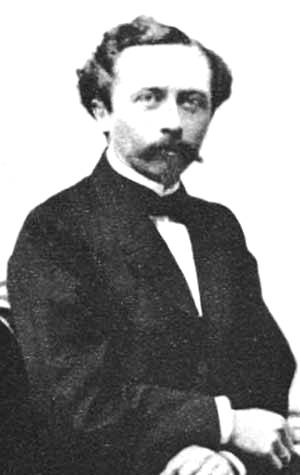
Reinhold von Rehbinder (1831–1905)